# Guerra de Crimea
|  | No s'ha de confondre amb Crisi de Crimea (2014). |

La guerra de Crimea (des del 16 d'octubre de 1853 fins a l'1 d'abril de 1856) va ser un conflicte bèl·lic que va enfrontar l'Imperi Rus, per una banda, amb una aliança entre el Regne Unit de Gran Bretanya i Irlanda, el segon Imperi francès, el Regne de Sardenya i una part de l'Imperi Otomà, per l'altra.
La major part del conflicte armat es va situar a la península de Crimea a la mar Negra.

## Antecedents
A principis del segle xix, l'Imperi Otomà va patir diversos desafiaments existencials. La Revolució sèrbia el 1804 va donar lloc a l'autonomia de la primera nació cristiana balcànica a l'imperi, i la guerra d'independència grega, que va començar a principis de 1821, va mostrar la debilitat interna i militar de l'imperi i la comissió d'atrocitats per part de les forces militars otomanes. La dissolució del cos de geníssers el 1826 va ajudar l'imperi a llarg termini, però el va privar del seu exèrcit permanent. La flota franco-russa va destruir gairebé totes les forces navals otomanes a la batalla de Navarino. El 1830, Grècia es va independitzar després de deu anys de guerra i una guerra russo-turca entre 1828 i 1829. El Tractat d'Adrianòpolis de 1829 va autoritzar el pas lliure dels vaixells comercials russos i d'Europa occidental a través de l'estret del Mar Negre. A més, Sèrbia va rebre autonomia i els principats de Moldàvia i Valàquia es van convertir en territoris sota protecció russa.
Amb l'afebliment de l'Imperi Otomà durant el segle xix, l'Imperi Rus va prendre la iniciativa per expandir-se cap al sud. En la dècada de 1850, l'Imperi Austrohongarès i el Regne Unit creien que s'havia de preservar l'imperi Otomà per tal de mantenir els seus interessos a la regió i impedir que els russos aconseguissin accés a la mar Mediterrània.
L'ambició de Napoleó III de restaurar la grandiositat de França va iniciar la cadena d'esdeveniments que van fer que França i Gran Bretanya declaressin la guerra a Rússia. Va afirmar l '"autoritat sobirana" de França sobre la població cristiana de Palestina en detriment de Rússia, patrocinador de l'ortodòxia oriental i va nomenar al marquès de La Valette com ambaixador a l'Imperi Otomà. Rússia va discutir aquest intent de canvi d'autoritat atenent als tractats anteriors, els otomans van renunciar al tractat francès i van declarar que Rússia era la protectora dels cristians ortodoxos a l'Imperi Otomà. Napoleó III hi va respondre amb una demostració de força enviant el vaixell de línia Carlemany al mar Negre, fet que violava la Convenció dels Estrets de Londres però que va induir Abdülmecit a acceptar un nou tractat que confirmés França i l'autoritat suprema de l'Església catòlica sobre els llocs sants catòlics, inclosa l'Església de la Nativitat, que havia estat en mans de l'Església Ortodoxa Grega.

## La guerra

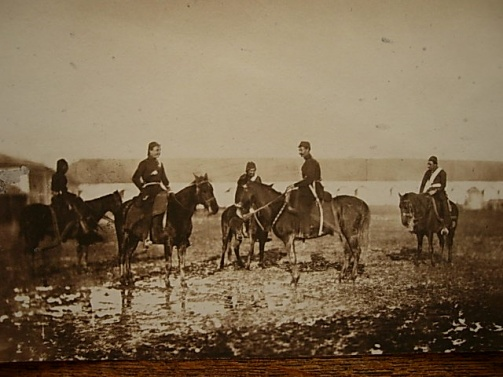
Oficials otomans a la guerra, 1855

La guerra va esclatar quan Nicolau I, tsar de Rússia, va decidir d'atacar els territoris de l'imperi turc a fi d'expandir-se, amb l'excusa que tenia dret jurisdiccional sobre els cristians ortodoxos que aleshores vivien sota domini de Turquia.
Els russos van utilitzar formacions en columnes molt compactes (com els vells manuals de principis del XIX prescrivien) mentre que els britànics van desplegar línies àmplies i poc profundes que maximitzaven la capacitat de foc de l'Enfield model 1853 amb bala Minié que era més ràpid, tenia més abast i era més precís que els antics mosquets d'ànima llisa russos.

### La guerra al Danubi
Els exèrcits imperials russos van situar-se a Valàquia (actualment Romania) i Moldàvia, amenaçant als territoris al sud del Danubi. Els estats europeus volien trobar una solució per via diplomàtica, que mantingués l'statu quo europeu;
Rússia havia obtingut el reconeixement de l'Imperi Otomà del paper del tsar com a guardià especial dels cristians ortodoxos a Moldàvia i Valàquia. Ara Rússia va utilitzar el fracàs del sultà per resoldre la qüestió de la protecció dels llocs cristians a Terra Santa com a pretext per a l'ocupació russa d'aquestes províncies del Danubi. Poc després d’haver-se assabentat del fracàs de la diplomàcia de Menshikov cap a finals de juny de 1853, el tsar va enviar 80.000 soldats russos a les ordres del mariscal de camp Ivan Paskevich i del general Mikhail Gorchakov a través del riu Pruth cap als principats danubians de Moldàvia i Valàquia creient que les potències europees, especialment Àustria, no s'oposarien a l'annexió des que Rússia havia ajudat els esforços d'Àustria a reprimir la Revolució Hongaresa el 1849. El Regne Unit, amb l'esperança de mantenir l'Imperi Otomà com a baluard contra l'expansió del poder rus a Àsia, va enviar una flota als Dardanels, on es va unir a una flota enviada per França.
El sultà no va estar conforme amb els tractats i la guerra va esclatar oficialment el 23 de setembre de 1853. Els turcs van enviar els seus exèrcits al Danubi a combatre els russos. Els otomans tenien diverses fortaleses a la banda sud del Danubi i van fer diversos plans per avançar cap a Valàquia. El 28 d'octubre, l'exèrcit de Vidin va creuar el Danubi i es va establir al poble de Calafat, i un altre exèrcit va creuar el Danubi a Ruse els dies 1 i 2 de novembre en un atac per finta per atraure els russos, però l'operació no va tenir èxit i es van retirar el 12 de novembre, però mentrestant es van millorar les defenses de Calafat i la comunicació amb Vidin. Com a resposta a aquests esdeveniments, els russos van marxar cap a Calafat i van combatre amb els turcs a finals de desembre fins que es van retirar cap a Radovan. Després del gener, els russos van portar tropes als voltants de Calafat i van iniciar el setge sense èxit, que va durar 4 mesos; es van retirar el 21 d'abril. Durant el setge els russos van patir fortes pèrdues per epidèmies i atacs de les fortificades posicions otomanes.
El 23 de novembre, un comboi rus de 3 vaixells de batalla va descobrir la flota otomana que es trobava al port de Sinope, s'hi van afegir cinc cuirassats més, i a la batalla naval de Sinope el 30 de novembre de 1853, van destruir una esquadrilla de patrulla d'11 cuirassats otomans mentre estaven ancorats al port defensats per la guarnició d'artilleria terrestre. La premsa del Regne Unit de Gran Bretanya i Irlanda i el segon Imperi francès van donar forma a l'opinió pública per exigir la guerra i el 28 de març de 1854, després que Rússia ignorés un ultimàtum anglo-francès per retirar-se dels principats del Danubi, el Regne Unit i França van declarar la guerra, enviant les seves flotes, i 60.000 homes a Istanbul. Prússia i l'imperi Austrohongarès van mantenir la neutralitat, deixant sola Rússia, que els comptava com a aliats. Per la seva banda, Grècia, que veié una oportunitat per expandir-se, s'havia posicionat en un principi a favor dels russos atès que Turquia i Grècia estaven enemistades, i Grècia és un país cristià ortodox.
L'ofensiva russa no s'aturà per la resistència otomana, sinó per la pressió diplomàtica i l'amenaça d'acció militar. Els austríacs havien estat concentrant tropes a les fronteres de Valàquia i Moldàvia i havien advertit Rússia que no creués el Danubi. El 30 de juny de 1854, 12.000 soldats francesos comandats pel vicealmirall Bruat van arribar a Varna, on ja n'hi havia 30.000 de britànics des del el 27 de juny; aquella recent acumulació va afegir pressió al comandament rus perquè abandonés la zona. Després de la retirada, Nicolau I va accedir a l'ocupació austro-otomana dels principats del Danubi, acabant la fase danubiana de la guerra. Els turcs dirigits per Omar Pasha van creuar el Danubi cap a Valàquia i van començar l'ofensiva enfrontant-se als russos a la ciutat de Giurgevo a principis de juliol de 1854. El 1854, quan a la guerra ja hi participaven britànics i francesos, Grècia va enretirar-se.

### La guerra a Crimea
A mitjans de setembre de 1854, els aliats van desembarcar 30.000 soldats francesos, 26.000 britànics i 4.500 turcs a Eupatoria, una ciutat de la península de Crimea, al mar Negre. El pla era marxar cap al sud i capturar Sebastòpol, una ciutat portuària fortament fortificada que servia com a principal base naval de la flota russa del Mar Negre. Pocs dies després, els aliats es van enfrontar als russos a la batalla de l'Alma, que va acabar només tres hores després amb les forces del tsar derrotades. Els aliats van aguantar els intents russos de trencar el setge en les batalles de Balaklava (25 d'octubre), on va tenir lloc el famós episodi bèl·lic que ha passat a la història com la càrrega de la brigada lleugera, i Ikerman (5 de novembre). Després del dur hivern del 1854-55 les operacions es van restablir. El Regne de Sardenya-Piemont va entrar en guerra contra Rússia, enviant-hi 10.000 homes que participaren a la batalla del riu Cernaia. Sebastòpol va caure el 8 de setembre de 1855 i els combats van cedir a finals d'octubre. Florence Nightingale va crear un servei de cura per als soldats ferits. Ambdues parts estaven esgotades i no es va iniciar cap altra operació militar a Crimea abans de l'inici de l'hivern. L'objectiu principal del setge era la destrucció de la flota i els molls russos i el 28 de febrer, diverses mines van volar els cinc molls, el canal i tres encluses.

### La guerra al mar d'Azov
Entre el 25 de maig i el 22 de novembre de 1855, les armades britànica i francesa van lliurar una campanya naval al mar d'Azov contra la Marina russa. Els vaixells de guerra aliats van atacar tots els punts forts al llarg de la costa del mar d’Azov tret de Rostov i Azov.

## Participació catalana
En aquesta guerra, el general reusenc Joan Prim i Prats va encapçalar la comissió militar espanyola que havia d'observar el conflicte bèl·lic des del cantó dels turcs. Prim va anar a Turquia en dues ocasions: l'any 1853 i l'any 1854. El 1853 va desembarcar a Constantinoble i en l'atac de l'illa de Totorkan, va donar instruccions sobre la millor posició de l'artilleria. Després d'una estada a França tornà al front turc. El soldà li va concedir la condecoració de Medjidie i un sabre d'honor. El seu paper en aquest conflicte bèl·lic, no fou, doncs, el de simple observador.
A la guerra de Crimea, també van participar-hi catalans que es van allistar a la Legió Estrangera de França. Formaven part d'un contingent de 600 espanyols que, en la seva major part, estaven en les companyies de Caçadors. La raó de la seva presència era que, amb les dues derrotes dels carlins durant les guerres carlines, molts dels vençuts s'exiliaren a França on van trobar en la Legió una sortida a les seves penúries. La seva actuació en combat va rebre elogis dels seus superiors.

## Conseqüències
En el tractat de pau, firmat a París el 25 de febrer de 1856, Rússia va perdre part de la seva influència als Balcans, va perdre el delta del Danubi i va haver de jurar respectar el territori turc.
La participació britànica en la guerra i els errors dels generals britànics durant la bel·ligerància, van fer dimitir al primer ministre George Hamilton-Gordon en 1855.
França es va tornar a alçar com a gran potència europea. Gran Bretanya va protegir els passos del mar Negre, defensant l'Índia dels russos. L'Imperi Otomà va quedar a la mercè de l'entrada de capital i influència occidental. El Regne de Sardenya-Piemont va aconseguir reconeixement internacional i anys després seria l'eix de la unificació dels regnes italians. La guerra va costar un total de 240.000 baixes.